# Haematopota rara
Haematopota rara är en tvåvingeart som beskrevs av Johnson 1912. Haematopota rara ingår i släktet Haematopota och familjen bromsar. Inga underarter finns listade i Catalogue of Life.